# Lice (1962.)
Lice, kratki film redatelja Ivana Martinca.:131, 134, 137 Snimljen u produkciji sarajevskog Sutjeska filma. Film je u crno-bijeloj tehnici. U filmu glume Branka Jovanović i Predrag Milinković.